# Maloploske, Rozdilna
Maloploske (în ucraineană Малоплоске) este un sat în comuna Velîkoploske din raionul Rozdilna, regiunea Odesa, Ucraina.

## Demografie
Componența lingvistică a localității Maloploske
     Rusă (94,29%)
     Ucraineană (4,29%)
     Română (1,43%)
Conform recensământului din 2001, majoritatea populației localității Maloploske era vorbitoare de rusă (94,29%), existând în minoritate și vorbitori de ucraineană (4,29%) și română (1,43%).